# Ioann Kalita

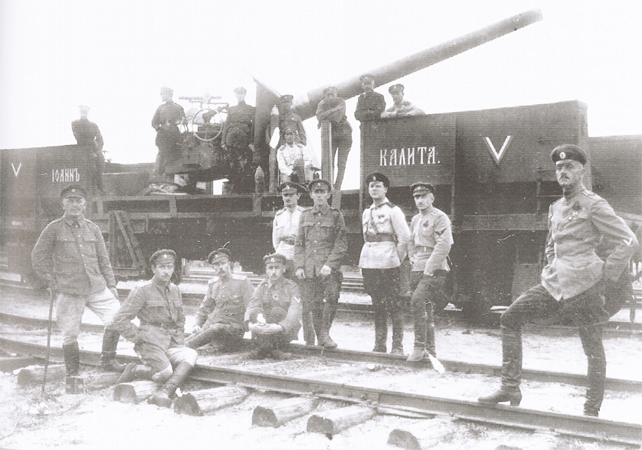
Ciężki pociąg pancerny "Ioann Kalita" na kolei w drodze do Moskwy w sierpniu 1919 roku. Obok napisu "Ioann Kalita" widać krokiew.

"Ioann Kalita" (ros. Бронепоезд "Иоанн Калита") – ciężki pociąg pancerny białych podczas wojny domowej w Rosji.
Został utworzony w lutym 1919 r. w Jekaterynodarze i Noworosyjsku. Nazwano go imieniem księcia moskiewskiego Iwana I Kality. Wszedł w skład 2 dywizjonu pociągów pancernych. Jego dowódcą został płk Wiktor K. Fiodorow, a następnie płk Aleksandr A. Zieleniecki. Od marca tego roku uczestniczył w walkach na Donbasie. We wrześniu wspierał wojska białych nacierające na Kursk. W nocy z 19 na 20 września wraz z pociągami pancernymi "Jedinaja Rossija" i "Oficer" zdobył stację kolejową Kursk, dzięki czemu wojska białych zajęły miasto. W październiku uczestniczył w ataku na Orzeł. W marcu 1920 r. został zostawiony pod Noworosyjskiem w związku z ewakuacją wojsk białych na Krym.